# Sałtanauka (stacja kolejowa)
Sałtanauka (biał. Салтанаўка; ros. Салтановка) – stacja kolejowa w miejscowości Sałtanauka, w rejonie żłobińskim, w obwodzie homelskim, na Białorusi. Położona jest na linii Homel - Żłobin - Mińsk.
Stacja powstała w XIX w. na linii Kolei Libawsko-Romieńskiej pomiędzy stacjami Chalcz i Buda Koszelewska.